# Amanganj
Amanganj è una suddivisione dell'India, classificata come nagar panchayat, di 11.614 abitanti, situata nel distretto di Panna, nello stato federato del Madhya Pradesh. In base al numero di abitanti la città rientra nella classe IV (da 10.000 a 19.999 persone).

## Geografia fisica
La città è situata a 24° 25' 60 N e 80° 1' 60 E e ha un'altitudine di 328 m s.l.m..

## Società

### Evoluzione demografica
Al censimento del 2001 la popolazione di Amanganj assommava a 11.614 persone, delle quali 6.239 maschi e 5.375 femmine. I bambini di età inferiore o uguale ai sei anni assommavano a 1.973, dei quali 1.055 maschi e 918 femmine. Infine, coloro che erano in grado di saper almeno leggere e scrivere erano 6.969, dei quali 4.172 maschi e 2.797 femmine.